# Памћење и емоције
Емоције могу имати снажан утицај на људе и животиње. Бројне студије су показале да су најживописнија аутобиографска сећања углавном на емоционалне догађаје, који ће се вероватно присећати чешће и са више јасноће и детаља од неутралних догађаја.
Активност емоционално побољшаног задржавања памћења може се повезати са људском еволуцијом; током раног развоја, одговорно понашање на догађаје у животној средини би напредовало као процес покушаја и грешака. Опстанак је зависио од образаца понашања који су се понављали или појачавали кроз ситуације живота и смрти. Кроз еволуцију, овај процес учења постао је генетски уграђен у људе и све животињске врсте у ономе што је познато као инстинкт за бекство или борбу.
Вештачко изазивање овог инстинкта путем трауматских физичких или емоционалних стимуланса у суштини ствара исто физиолошко стање које повећава задржавање памћења узбудљивом неурохемијском активношћу која утиче на области мозга одговорне за кодирање и призивање меморије.
Овај ефекат емоција који побољшава памћење је демонстриран у многим лабораторијским студијама, користећи стимулансе у распону од речи до слика до испричаних дијапројекција, као и аутобиографских студија памћења. Међутим, као што је описано у наставку, емоција не побољшава увек памћење.

## Узбуђење и валенција у сећању
Један од најчешћих оквира у области емоција предлаже да се афективна искуства најбоље окарактеришу са две главне димензије: узбуђењем и валентношћу. Димензија валенције се креће од веома позитивне до веома негативне, док се димензија узбуђења креће од умирујуће или умирујуће до узбудљиве или узнемирујуће.
Већина досадашњих студија фокусирала се на димензију узбуђења емоција као критичног фактора који доприноси ефекту емоционалног побољшања памћења. Понуђена су различита објашњења за овај ефекат, у складу са различитим фазама формирања и реконструкције памћења. Показало се да је памћење боље са узбуђењем повезаним са емоцијама него без емоција. Употреба ПЕТ скенирања омогућила је научницима да виде да слике са "емоционалним стимулусом" имају знатно већу активност у амигдали. У студији која је користила флуоро-2-деоксиглукозу (ФДГ-ПЕТ) за испитивање мозга током позивања филмова који су били и неутрални и аверзивни, постојала је позитивна корелација између глукозе у мозгу и брзине метаболизма у амигдали. Активност у амигалди је део епизодне меморије која је настала услед штетних стимулуса.
Међутим, све већи број истраживања посвећен је димензији емоционалне валенције и њеним ефектима на памћење. Тврдило се да је ово суштински корак ка потпунијем разумевању утицаја емоција на памћење. Студије које су истраживале ову димензију откриле су да сама емоционална валенција може побољшати памћење; то јест, ставке које не изазивају узбуђење са позитивном или негативном валентношћу могу се боље запамтити од неутралних ставки.

### Емоција и кодовање
Из перспективе обраде информација, кодирање се односи на процес тумачења долазних стимулуса и комбиновања обрађених информација. На нивоу кодирања су предложени следећи механизми као посредници ефеката емоција на памћење:

#### Селективна пажња
Истербрукова (1959) теорија коришћења знакова предвиђа да ће високи нивои узбуђења довести до сужавања пажње, дефинисаног као смањење опсега знакова од стимулуса и његовог окружења на које је организам осетљив. Према овој хипотези, пажња ће бити усмерена првенствено на побуђујуће детаље (назнаке) стимулуса, тако да ће информације централне за извор емоционалног узбуђења бити кодиране, док периферни детаљи неће.
Сходно томе, неколико студија је показало да презентација емоционално побуђујућих стимуланса (у поређењу са неутралним стимулусима) резултира побољшаним памћењем за централне детаље (детаљи који су централни за изглед или значење емоционалних стимуланса) и оштећеном меморијом за периферне детаље. Такође у складу са овом хипотезом су налази о ефекту фокуса оружја, у којем сведоци злочина памте пиштољ или нож до веома детаља, али не и других детаља као што су одећа или возило починиоца. У лабораторијским репликацијама откривено је да учесници проводе непропорционално много времена гледајући оружје на сцени, а ово време гледања је обрнуто повезано са вероватноћом да ће појединци накнадно идентификовати починиоца злочина. Други истраживачи су сугерисали да узбуђење такође може да продужи трајање фокусирања пажње на стимулусе који изазивају, чиме се одлаже одвајање пажње од њега. Ошнер (2000) је сумирао различите налазе и сугерисао да утицајем на селективност пажње и време задржавања, стимуланси који изазивају су карактеристичније кодирани, што резултира прецизнијим памћењем тих стимулуса.
Док су се ове претходне студије фокусирале на то како емоције утичу на памћење за емоционално побуђујуће стимулусе, у својој теорији такмичења пристрасне на узбуђење, Матер и Садерланд (2011) тврде да како узбуђење утиче на памћење за неемоционалне стимулусе зависи од приоритета тих стимуланса у том тренутку. од узбуђења. Узбуђење побољшава перцепцију и памћење стимулуса високог приоритета, али нарушава перцепцију и памћење стимулуса ниског приоритета. Приоритет се може одредити одоздо према горе или циљевима одозго надоле.

#### Приоритетно процесирање
Чини се да ће емоционални предмети такође бити обрађени када је пажња ограничена, што сугерише олакшану или приоритетну обраду емоционалних информација. Овај ефекат је демонстриран коришћењем парадигме трептања пажње у којој су 2 циљне ставке представљене у блиској временској близини унутар низа брзо представљених стимулуса.
Типичан налаз је да учесници често пропусте другу циљну ставку, као да је дошло до „трептаја“ пажње након презентације прве мете, смањујући вероватноћу да ће други циљни стимулус бити присутан. Међутим, када други циљни стимуланс изазове емоционално узбуђење („табу“ реч), мање је вероватно да ће учесници пропустити презентацију мете, што сугерише да је у условима ограничене пажње већа вероватноћа да ће бити обрађени предмети који изазивају узбуђење него неутрални предмети.
Додатну подршку хипотези о приоритетној обради пружиле су студије које су истраживале дефицит визуелног изумирања. Људи који пате од овог дефицита могу да перципирају један стимулус у било ком бочном видном пољу ако је представљен сам, али нису свесни истог стимулуса у видном пољу насупрот страни лезије, ако је други стимулус истовремено представљен на страни лезије.
Утврђено је да емоције модулирају величину дефицита визуелног изумирања, тако да је већа вероватноћа да ће предмети који сигнализирају емоционалну релевантност (нпр. пауци) бити обрађени у присуству конкурентских дистрактора него неемоционални предмети (нпр. цвеће).

### Емоција и складиштење
Поред ефеката током фазе кодирања, чини се да емоционално узбуђење повећава вероватноћу консолидације меморије током фазе задржавања (чувања) меморије (процес стварања трајног записа кодираних информација). Бројна истраживања показују да се током времена сећања на неутралне стимулусе смањују, али сећања на стимулансе који изазивају остају иста или се побољшавају.
Други су открили да побољшања меморије за емоционалне информације имају тенденцију да буду већа након дужих одлагања него након релативно кратких. Овај одложени ефекат је у складу са предлогом да је већа вероватноћа да ће сећања која изазивају емоције бити претворена у релативно трајни траг, док су сећања на догађаје који не изазивају узбуђење подложнија поремећајима.
Неколико студија је чак открило да емоционално узбуђујући стимуланси побољшавају памћење тек након одлагања. Најпознатија од њих била је студија Клајнсмита и Каплана (1963) која је пронашла предност за бројеве упарене са побуђујућим речима у односу на оне упарене са неутралним речима само на одложеном тесту, али не и на непосредном тесту. Као што је навео Матер (2007), Клајнсмит и Каплан ефекти су највјероватније настали због методолошке конфузије. Међутим, Шарот и Фелпс (2004) су пронашли боље препознавање побуђујућих речи у односу на неутралне речи на одложеном тесту, али не и на тренутном тесту, подржавајући идеју да постоји побољшана консолидација меморије за изазивање стимулуса. Према овим теоријама, различити физиолошки системи, укључујући и оне који су укључени у излучивање хормона за које се верује да утичу на консолидацију памћења, постају активни током и пажљиво пратећи појаву узбуђујућих догађаја.
Друго могуће објашњење за налазе одложеног ефекта емоционалног узбуђења је обрада након догађаја у вези са узроком узбуђења. Према хипотези постстимулусне елаборације (ПСЕ), узбудљиво емоционално искуство може проузроковати улагање више труда у разраду искуства, које би касније било обрађено на дубљем нивоу од неутралног искуства. Разрада се односи на процес успостављања веза између новонасталих информација и претходно ускладиштених информација.
Одавно је познато да када појединци обрађују предмете на елаборативни начин, тако да се из предмета извлачи значење и формирају међуставне асоцијације, памћење се побољшава. Дакле, ако особа више размишља о централним детаљима у узбудљивом догађају, памћење за такве информације ће вероватно бити побољшано. Међутим, ови процеси такође могу пореметити консолидацију сећања за периферне детаље. Кристијансон (1992) је сугерисао да комбинована акција перцептивне, пажње и елаборативне обраде, покренута емоционално узбудљивим искуством, производи побољшања памћења детаља повезаних са стимулусом оптерећеним емоцијама, по цену мање разраде и консолидације меморије за периферне делове. детаљима.

#### Емоција и елаборација
Процеси укључени у ово побољшање могу се разликовати од оних који посредују у побољшаној меморији за побуђивање предмета. Сугерисано је да за разлику од релативно аутоматске модулације пажње меморије за побуђивање информација, меморија за позитивне или негативне стимулусе који не изазивају узбуђење може имати користи од стратегија свесног кодирања, као што је елаборација. Ова разрађена обрада може бити аутобиографска или семантичка.
Познато је да аутобиографска разрада користи памћењу стварајући везе између обрађених стимулуса и сопства, на пример, одлучујући да ли би реч описала лично ја. Сећање формирано кроз аутобиографску разраду је побољшано у поређењу са предметима који се обрађују за значење, али не иу односу на сопство.
Пошто је вероватније да ће речи као што су „туга” или „утеха” бити повезане са аутобиографским искуствима или самоинтроспекцијом него неутралне речи као што је „сенка”, аутобиографска разрада може објаснити побољшање памћења позитивних или негативних ставки које не изазивају узбуђење. Студије су показале да подела пажње на кодирање смањује способност појединца да користи контролисане процесе кодирања, као што је аутобиографска или семантичка разрада.
Дакле, налази да памћење учесника за негативне речи које не изазивају узбуђење пати са подељеном пажњом и да се предност памћења за негативне речи које не изазивају узбуђење може бити елиминисана када учесници кодирају ставке док истовремено обављају секундарни задатак, подржава хипотезу елаборативне обраде. као механизам одговоран за побољшање меморије за негативне речи које не изазивају узбуђење.

### Емоција и извлачење
Проналажење је процес реконструкције прошлих искустава; на овај феномен реконструкције утиче низ различитих варијабли описаних у наставку.

#### Компромис између детаља
Кенсинџер тврди да постоје два компромиса: централни/периферни компромис детаља и специфичан/општи компромис. Емоционална сећања могу укључивати повећане емоционалне детаље често уз компромис искључивања позадинских информација. Истраживања су показала да се овај ефекат компромиса не може објаснити искључиво отвореном пажњом (мерено праћењем очију усмереним на емоционалне ставке током кодирања) (Steinmetz & Kensinger, 2013).

#### Контекстуални ефекти емоција на памћење
Контекстуални ефекти настају као резултат степена сличности између контекста кодирања и контекста преузимања емоционалне димензије. Главни налази су да тренутно расположење у којем се налазимо утиче на оно што се посећује, кодира и на крају преузима, што се огледа у два слична, али суптилно различита ефекта: ефекат конгруенције расположења и проналажење зависно од стања расположења. Позитивни контексти кодирања су повезани са активношћу у десном фусиформном гирусу. Негативни контексти кодирања су повезани са активношћу у десној амигдали (Lewis and Critchley, 2003). Међутим, Луис и Кричли (2003) тврде да није јасно да ли се укљученост емоционалног система у кодирање меморије разликује за позитивне или негативне емоције, или да ли расположења при присећању доводе до активности у одговарајућим позитивним или негативним неуронским мрежама.

##### Ефекат конгруенције расположења
Ефекат подударности расположења односи се на склоност појединаца да лакше дохвате информације када имају исти емоционални садржај као њихово тренутно емоционално стање. На пример, депресивно расположење повећава тенденцију памћења негативних догађаја (Drace, 2013).
Овај ефекат је демонстриран за експлицитно и имплицитно извлачење.

##### Извлачење у зависности од стања расположења
Још један документовани феномен је извлачење зависно од стања расположења, врста контекстно зависне меморије. Преузимање информација је ефикасније када је емоционално стање у тренутку преузимања слично емоционалном стању у тренутку кодирања.
Дакле, вероватноћа памћења догађаја може се повећати евоцирањем емоционалног стања доживљеног током његове почетне обраде. Ова два феномена, ефекат подударности расположења и проналажење зависно од стања расположења, слични су ефектима контекста који се традиционално примећују у истраживању памћења. Такође се може односити на феномене памћења зависне од стања у неуропсихофармакологији.
Када се присећа сећања, ако се неко присећа догађаја сам или унутар групе људи, емоције којих се сећа могу се променити, као и присећање одређених детаља. Појединци се присећају догађаја са јачим негативним емоцијама него када се група присећа истог догађаја. Заједничко подсећање, како се може назвати, узрокује да снажне емоције избледе. Емоционални тон се такође мења, са разликом у индивидуалном или сарадничком присећању толико да ће појединац задржати тон онога што је раније осећао, али ће група имати неутралнији тон. На пример, ако се неко присећа негативног искуства полагања тешког испита, онда ће разговарати у негативном тону. Међутим, када се група присећа полагања испита, највероватније ће то препричати у позитивном тону док негативне емоције и тонови нестају. Детаљно препричавање је такође нешто што се мења на основу стања емоција у којем се особа налази када се сећа неког догађаја. Ако се догађај призива у сарадњи, број специфичних детаља је већи него ако то чини појединац. Присећање детаља је такође тачније када неко доживљава негативну емоцију; Ши и Зенг (Xie & Zhang, 2016) спровели су студију у којој су учесници видели екран са пет боја на њему и када им је представљен следећи екран упитани су која боја недостаје. Они који су доживљавали негативне емоције били су прецизнији од оних у позитивним и неутралним условима. Осим емоционалног стања, менталне болести попут депресије односе се на способност људи да се присете одређених детаља. Они који су депресивни имају тенденцију да претерано генерализују своја сећања и нису у стању да се сете толико специфичних детаља било ког догађаја у поређењу са онима без депресије.

#### Тематска наспрам изненадне појаве емоционалних стимулуса
Нешто другачији контекстуални ефекат произашао је из недавно направљене разлике између тематске и изненадне појаве емоционално узбудљивог догађаја, што сугерише да појава оштећења памћења зависи од начина на који су емоционални стимуланси индуковани. Лејни (2003) је тврдио да када се узбуђење изазива тематски (тј. не кроз изненадну појаву дискретног шокантног стимулуса као што је оружје, већ радије кроз укљученост у заплет догађаја и емпатију са жртвом како њена или њена невоља постаје све очигледније), побољшања меморије детаља који су централни за емоционални стимулус не морају доћи на рачун оштећења памћења периферних детаља.
Лејни и сарадници (2004) су то демонстрирали користећи аудио нарацију како би представљеним слајдовима дали неутрално или емоционално значење, уместо да представљају шокантно истакнуте визуелне стимулусе. У једном од експеримената, учесници иу неутралним и у емоционалним условима гледали су слајдове сценарија за излазак жене и мушкарца на састанку за вечером. Пар се упустио у разговор, а затим се, на крају вечери, загрлио. Догађај је завршен тако што је мушкарац отишао, а жена позвала пријатеља.
Пратећи аудио снимак обавестио је учеснике у неутралном стању да је састанак прошао прилично добро, док су учесници у емотивном стању чули да, како је вече одмицало, мушкарац испољава неке све непријатније особине типа који је погрдан за жене, а загрљај на крају вечери описан је као покушај сексуалног напада на жену.
Као што се и очекивало, резултати су открили да су детаљи који су централни за догађај били прецизније запамћени када је тај догађај био емотиван него када је био неутралан, међутим, то није било на штету меморије за периферне (у овом случају, просторно периферне или заплет нерелевантне) детаље , који су се такође тачније сећали када је догађај био емотиван. На основу ових налаза сугерисано је да двоструки ефекти побољшања и оштећења памћења нису неизбежна последица емоционалног узбуђења.

## Сећање на осећања
Многи истраживачи користе мере самопроцене осећања као проверу манипулације. Ово поставља занимљиво питање и могућу методолошку слабост: да ли су људи увек тачни када се присете како су се осећали у прошлости? Неколико налаза сугерише да то није случај. На пример, у студији сећања на емоције код присталица бившег америчког председничког кандидата Роса Пероа, присталице су замољене да опишу своје почетне емоционалне реакције након Перотовог неочекиваног повлачења у јулу 1992. и поново после председничких избора тог новембра.
Између два периода процене, ставови многих присталица су се драматично променили пошто је Перот поново ушао у трку у октобру и добио скоро петину гласова. Резултати су показали да се присталице присећају својих прошлих емоција као да су биле у складу са њиховим тренутним проценама Пероа него што су заправо биле.
Друга студија је открила да су се сећања људи на то колико су се осећали узнемирено када су сазнали за терористичке нападе 11. септембра мењала током времена и штавише, била су предвиђена њиховим тренутним проценама утицаја напада (Levine et al., 2004). Чини се да сећања на прошле емоционалне реакције нису увек тачна и да се чак могу делимично реконструисати на основу њихове тренутне процене догађаја.
Студије су показале да како епизодичка меморија временом постаје све мање доступна, ослањање на семантичку меморију за памћење прошлих емоција расте. У једној студији Левина и сарадника, основни принципи културног веровања да су жене емотивније од мушкараца имали су већи ефекат на одговоре на старија сећања у поређењу са новим сећањима. Дуготрајно присјећање емоција било је више у складу са припремљеним мишљењима, показујући да је на дугорочно присјећање емоција у великој мјери утицала тренутна мишљења.

## Утицај регулације емоција на памћење
Занимљиво питање у проучавању односа емоција и памћења је да ли су наше емоције под утицајем наше реакције понашања на њих и да ли ова реакција – у облику изражавања или потискивања емоције – може утицати на оно што се сећамо о неком догађају. Истраживачи су почели да истражују да ли прикривање осећања утиче на нашу способност да обављамо уобичајене когнитивне задатке, као што је формирање сећања, и открили су да напори за регулацију емоција имају когнитивне последице. У основном раду о узбуђењу негативног афекта и белом шуму, Сеиднер је пронашао подршку за постојање механизма узбуђивања негативног афекта кроз запажања у вези са девалвацијом говорника другог етничког порекла."
У студији Ричард и Грос (1999) и Тивари (2013), учесници су прегледали слајдове повређених мушкараца који су изазвали повећање негативних емоција, док су информације о сваком човеку биле представљене усмено уз његов слајд. Учесници су распоређени или у групу експресивне потискивања (где је од њих затражено да се уздрже од показивања емоција док гледају слајдове) или у контролну групу (где им уопште нису дата регулаторна упутства). Као што су истраживачи предвидели, супресори су показали знатно лошији учинак на тесту памћења за усмено представљене информације.
У другој студији, истраживано је да ли експресивно потискивање (тј. држање нечијих емоција пригушеним) има когнитивну цену. Измерили су експресивну супресију када се спонтано појавила док су гледали филм о операцијама. Након филма, памћење је тестирано и утврђено је да је лошије уз већу употребу потискивања. У другој студији приказан је још један филм о људима који се свађају. Затим је измерено памћење на разговор. Када се процењује величина когнитивних трошкова, експресивно потискивање је упоређено са самоометањем, што је описано као једноставно не покушавање да размишља о нечему. Закључено је да је експериментално изазвана супресија повезана са лошијом меморијом.
Постоје докази да емоције побољшавају памћење, али су специфичније према факторима узбуђења и валенције. Да би се тестирала ова теорија, узбуђење и валенција су процењени за преко 2.820 речи. И негативни и позитивни стимуланси су запамћени више од неутралних стимулуса. Узбуђење такође није предвидело памћење препознавања. У овој студији је наглашен значај контроле стимулуса и експерименталног дизајна у истраживачкој меморији. Активности у вези са узбуђењем када су повезане са повећаним откуцајима срца (ХР) стимулишу предвиђање побољшања памћења. Претпостављало се да тоничне елевације у ХР (што значи ревитализација у ХР) и фазна ХР (што значи брза реакција) декларација помажу памћењу. Измерени су откуцаји срца 53 мушкарца док су гледали непријатне, неутралне и пријатне слике, а њихово памћење је тестирано два дана касније. Закључено је да тоничне елевације стварају прецизније памћење.
Неколико повезаних студија дошло је до сличних резултата. Показало се да се ефекти експресивног потискивања на памћење генерализују на емоционално позитивна искуства и на друштвено релевантне контексте.
Један од могућих одговора на питање "зашто потискивање емоција нарушава памћење?" можда лежи у напорима самоконтроле уложеним да би се потиснуле емоције (размишљање о понашању које неко покушава да контролише). Недавна студија открила је појачане напоре самоконтроле међу супресорима у односу на учеснике у контроли.
Односно, супресори су чешће пријавили да размишљају о свом понашању и потреби да га контролишу током разговора. Повећање самонадгледања предвиђало је смањење памћења за оно што је речено, то јест, људи који су пријавили да много размишљају о контролисању свог понашања имали су посебно осиромашено памћење. Међутим, потребно је додатно истраживање да би се потврдило да ли самопраћење заиста има узрочно-посљедични ефекат на памћење

## Заборављање изазвано емоцијама
Emotionally arousing stimuli can lead to retrograde amnesia for preceding events and anterograde amnesia for subsequent events. This has been demonstrated in lab studies with lists of words or pictures, in which people show impaired memory for stimuli appearing before or after arousing stimuli.

## Депресија и памћење
Подсећање на памћење има тенденцију да буде у складу са тренутним расположењем, а депресивни људи чешће се сећају негативних догађаја из прошлости. Поред тога, депресија је често повезана са лошим памћењем уопште.

## Деменција и памћење емоција
Неколико студија је показало побољшање емоционалне меморије код пацијената са Алцхајмером, што сугерише да би побољшање емоционалне меморије могло да се користи у свакодневном лечењу пацијената са Алцхајмером. Једна студија је показала да се предмети значајно боље присјећају код пацијената са Алцхајмеровом болешћу ако су представљени као рођендански поклони пацијентима са АД.

## Старење и памћење емоција
Појачавајући ефекти емоционалног узбуђења на касније памћење обично се одржавају код старијих особа, а амигдала показује релативно мањи пад од многих других региона мозга. Међутим, старији одрасли такође показују донекле помак ка фаворизовању позитивних у односу на негативне информације у памћењу, што доводи до позитивног ефекта.

## Памћење емоција и спавање
Емоционално памћење и сан су добро истражена асоцијација. Емоционална сећања се више консолидују током спавања него неутрална сећања. Студије су истраживале високе валентне и побуђујуће речи, у поређењу са неутралним речима. Спавање побољшава консолидацију високих валентних и побуђујућих речи и стога се оне више памте након спавања. Овај концепт је демонстриран у многим студијама користећи различите медије као што су слике, филмски клипови и речи.
Сећања на 'будућу релевантност' се такође више консолидују током спавања. У студији Вилхелма и сарадника, сећања на предмете за које су учесници знали да су потребни за будућност (за сесију тестирања) више су се памтила након спавања. Спавање је у већој мери консолидовало ова сећања од будућег значаја. Сећања која су емоционално значајна и релевантна за будућност се стога преферентно консолидују током спавања. Ово може значити да се успомене које су значајније или вредније за особу више консолидују.
Концепт емоционалног памћења и сна може се применити на ситуације из стварног живота, нпр. развијањем ефикаснијих стратегија учења. Неко би могао интегрисати меморисање информација које имају висок емоционални значај (високо истакнуте) са информацијама које имају мали емоционални значај (низак значај), пре периода спавања.

## Белешке и референце
1. ↑  Christianson, S.A.; Loftus, E. (1990). „Some characteristics of people's traumatic memories”. Bulletin of the Psychonomic Society. 28 (3): 195—198. doi:10.3758/bf03334001 .
2. ↑  Schacter, D. L. (1996). Searching for memory. New York: Basic Books.
3. ↑  Bradley, M. M.; Greenwald, M. K.; Petry, M. C.; Lang, P. J. (1992). „Remembering pictures: Pleasure and arousal in memory”. Journal of Experimental Psychology: Learning, Memory, and Cognition. 18 (2): 379—390. PMID 1532823. S2CID 39913094. doi:10.1037/0278-7393.18.2.379.
4. ↑  Hamann, S.B. (2001). „Cognitive and neural mechanisms of emotional memory”. Trends in Cognitive Sciences. 5 (9): 394—400. PMID 11520704. S2CID 10798311. doi:10.1016/S1364-6613(00)01707-1.
5. 1 2  Christianson, S. A. (1992). „Emotional stress and eyewitness memory: A critical review”. Psychological Bulletin. 112 (2): 284—309. PMID 1454896. doi:10.1037/0033-2909.112.2.284.
6. ↑  Conway, M. A.; Anderson, S. J.; Larsen, S. F.; Donnelly, C. M.; McDaniel, M. A.; McClelland, A.G.R.; Rawls, R.E.; Logie, R.H. (1994). „The formation of flash bulb memories”. Memory and Cognition. 22 (3): 326—343. PMID 8007835. doi:10.3758/BF03200860 .
7. ↑  Russell, J. A. (1980). „A circumplex model of affect”. Journal of Personality and Social Psychology. 39 (6): 1161—1178. doi:10.1037/h0077714. hdl:10983/22919 .
8. ↑  Lang, P. J.; Greenwald, M. K.; Bradley, M. M.; Hamm, A. O. (1993). „Looking at pictures: Affective, facial, visceral, and behavioral reactions”. Psychophysiology. 30 (3): 261—73. PMID 8497555. doi:10.1111/j.1469-8986.1993.tb03352.x.
9. ↑  Cahill, L.; McGaugh, J. L. (1995). „A novel demonstration of enhanced memory associated with emotional arousal”. Consciousness and Cognition. 4 (4): 410—421. PMID 8750416. S2CID 8947207. doi:10.1006/ccog.1995.1048.
10. ↑  Hamann, Stephan B.; Ely, Timothy D.; Grafton, Scott T.; Kilts, Clinton D. (март 1999). „Amygdala activity related to enhanced memory for pleasant and aversive stimuli”. Nature Neuroscience (на језику: енглески). 2 (3): 289—293. ISSN 1546-1726. PMID 10195224. S2CID 9241770. doi:10.1038/6404.
11. ↑  Hamann, Stephan B.; Ely, Timothy D.; Grafton, Scott T.; Kilts, Clinton D. (март 1999). „Amygdala activity related to enhanced memory for pleasant and aversive stimuli”. Nature Neuroscience (на језику: енглески). 2 (3): 289—293. ISSN 1546-1726. PMID 10195224. S2CID 9241770. doi:10.1038/6404.
12. ↑  Hamann, Stephan B.; Ely, Timothy D.; Grafton, Scott T.; Kilts, Clinton D. (март 1999). „Amygdala activity related to enhanced memory for pleasant and aversive stimuli”. Nature Neuroscience (на језику: енглески). 2 (3): 289—293. ISSN 1546-1726. PMID 10195224. S2CID 9241770. doi:10.1038/6404.
13. 1 2 3  Kensinger, E. A. (2004). „Remembering emotional experiences: The contribution of valence and arousal”. Reviews in the Neurosciences. 15 (4): 241—251. PMID 15526549. S2CID 27183445. doi:10.1515/REVNEURO.2004.15.4.241.
14. 1 2  Ochsner, K. N. (2000). „Are affective events richly recollected or simply familiar? The experience and process of recognizing feelings past”. Journal of Experimental Psychology. General. 129 (2): 242—261. PMID 10868336. doi:10.1037/0096-3445.129.2.242.
15. 1 2  LaBar, K. S.; Phelps, E. A. (1998). „Arousal-mediated memory consolidation: Role of the medial temporal lobe in humans”. Psychological Science. 9 (6): 490—493. S2CID 15003037. doi:10.1111/1467-9280.00090.
16. ↑  Kensinger, Elizabeth A.; Corkin, Suzanne (2003). „Memory enhancement for emotional words: Are emotional words more vividly remembered than neutral words?”. Memory & Cognition. 31 (8): 1169—1180. PMID 15058678. doi:10.3758/BF03195800 .
17. ↑  Easterbrook, J. A. (1959). „The effect of emotion on cue utilization and the organization of behaviour”. Psychological Review. 66 (3): 183—201. PMID 13658305. doi:10.1037/h0047707.
18. 1 2  Sharot, T; Phelps, E A (2004). „How arousal modulates memory: Disentangling the effects of attention and retention”. Cognitive, Affective, & Behavioral Neuroscience. 4 (3): 294—306. PMID 15535165. doi:10.3758/CABN.4.3.294 .
19. ↑  Burke, A.; Heuer, F.; Reisberg, D. (1992). „Remembering emotional events”. Memory & Cognition. 20 (3): 277—290. PMID 1508053. doi:10.3758/BF03199665 .
20. ↑  Hulse, L. M.; Memon, A. (2006). „Fatal impact? The effects of emotional arousal and weapon presence on police officers' memories for a simulated crime”. Legal and Criminological Psychology. 11 (2): 313—325. doi:10.1348/135532505X58062.
21. ↑  Loftus, E. F. (1979). „The malleability of human memory”. American Scientist. 67 (3): 312—320. Bibcode:1979AmSci..67..312L. JSTOR 27849223. PMID 475150.
22. ↑  Loftus, E. F.; Loftus, G. R.; Messo, J. (1987). „Some facts about "weapon focus"”. Law and Human Behavior. 11: 55—62. S2CID 145376954. doi:10.1007/BF01044839.
23. ↑  Fox, E.; Russo, R.; Bowles, R.; Dutton, K. (2001). „Do threatening stimuli draw or hold visual attention in subclinical anxiety?”. Journal of Experimental Psychology: General. 130 (4): 681—700. CiteSeerX 10.1.1.640.7956 . PMC 1924776 . PMID 11757875. doi:10.1037/0096-3445.130.4.681.
24. ↑  Mather, M.; Sutherland, M. R. (2011). „Arousal-biased competition in perception and memory.”. Perspectives on Psychological Science. 6 (2): 114—133. PMC 3110019 . PMID 21660127. doi:10.1177/1745691611400234.
25. ↑  Raymond, Jane E.; Shapiro, Kimron L.; Arnell, Karen M. (1992). „Temporary suppression of visual processing in an RSVP task: An attentional blink?”. Journal of Experimental Psychology: Human Perception and Performance. 18 (3): 849—60. PMID 1500880. S2CID 9899746. doi:10.1037/0096-1523.18.3.849.
26. ↑  Anderson, A. K.; Phelps, E. A. (2001). „Lesions of the human amygdala impair enhanced perception of emotionally salient events”. Nature. 411 (6835): 305—309. Bibcode:2001Natur.411..305A. PMID 11357132. S2CID 4391340. doi:10.1038/35077083.
27. ↑  Lucas, Nadia; Vuilleumier, Patrik (2008). „Effects of emotional and non-emotional cues on visual search in neglect patients: Evidence for distinct sources of attentional guidance”. Neuropsychologia. 46 (5): 1401—1414. CiteSeerX 10.1.1.410.1925 . PMID 18289616. S2CID 15304639. doi:10.1016/j.neuropsychologia.2007.12.027.
28. ↑  Baddeley, A. D. (1982). „Implications of neuropsychological evidence for theories of normal memory”. Philosophical Transactions of the Royal Society B. 298 (1089): 59—72. Bibcode:1982RSPTB.298...59B. PMID 6125976. doi:10.1098/rstb.1982.0072.
29. 1 2 3  Kleinsmith, L. J.; Kaplan, S. (1963). „Paired-associate learning as a function of arousal and interpolated interval”. Journal of Experimental Psychology. 65 (2): 190—193. PMID 14033436. doi:10.1037/h0040288.
30. ↑  Eysenck, M. W. (1976). „Arousal, learning, and memory”. Psychological Bulletin. 83 (3): 389—404. PMID 778883. doi:10.1037/0033-2909.83.3.389.
31. ↑  Heuer, F.; Reisberg, D. (1990). „Vivid memories of emotional events: The accuracy of remembered minutiae”. Memory & Cognition. 18 (5): 496—50. PMID 2233262. doi:10.3758/BF03198482 .
32. ↑  Mather, M. (2007). „Emotional arousal and memory binding: An object-based framework”. Perspectives on Psychological Science. 2 (1): 33—52. PMID 26151918. S2CID 9475088. doi:10.1111/j.1745-6916.2007.00028.x.
33. ↑  McGaugh, J. L. (1992). Affect, neuromodulatory systems and memory storage. In S. Christianson (Ed.), The handbook of emotion and memory: Research and theory (pp. 269-288).
34. ↑  McGaugh, J.L. (2000). „Memory: A Century of Consolidation”. Science. 287 (5451): 248—251. Bibcode:2000Sci...287..248M. PMID 10634773. S2CID 40693856. doi:10.1126/science.287.5451.248.
35. ↑  Craik, F.; Lockhart, R. (1972). „Levels of processing: A framework for memory research”. Journal of Verbal Learning and Verbal Behavior. 11 (6): 671—684. S2CID 14153362. doi:10.1016/S0022-5371(72)80001-X.
36. ↑  Craik, F.I.M.; Tulving, E. (1975). „Depth of processing and the retention of words in episodic memory”. Journal of Experimental Psychology: General. 104 (3): 268—294. S2CID 7896617. doi:10.1037/0096-3445.104.3.268.
37. ↑  Macrae, CN; Moran, JM; Heatherton, TF; Banfield, JF; Kelley, WM. (2004). „Medial prefrontal activity predicts memory for self”. Cerebral Cortex. 14 (6): 647—54. PMID 15084488. doi:10.1093/cercor/bhh025 .
38. ↑  Rogers, TB; Kuiper, NA; Kirker, WS. (1977). „Self-reference and the encoding of personal information”. Journal of Personality and Social Psychology. 35 (9): 677—88. PMID 909043. S2CID 27705107. doi:10.1037/0022-3514.35.9.677.
39. ↑  Bush, SI; Geer, JH. (2001). „Implicit and explicit memory of neutral, negative emotional, and sexual information”. Arch Sex Behav. 30 (6): 615—631. PMID 11725459. S2CID 21457809. doi:10.1023/A:1011915001416.
40. ↑  Kensinger, EA; Corkin, S. (2004). „Two routes to emotional memory: Distinct neural processes for valence and arousal”. Proceedings of the National Academy of Sciences USA. 101 (9): 3310—3315. Bibcode:2004PNAS..101.3310K. PMC 365786 . PMID 14981255. doi:10.1073/pnas.0306408101 .
41. ↑  Kensinger, E.A. (2009). „Remembering the detail: Effects of emotion”. Emotion Review. 1 (2): 99—113. PMC 2676782 . PMID 19421427. doi:10.1177/1754073908100432.
42. ↑  Bower, G.H. (1981). „Mood and memory”. American Psychologist. 36 (2): 129—148. PMID 7224324. S2CID 2215809. doi:10.1037/0003-066X.36.2.129.
43. ↑  Watkins, P.C.; Vache, K.; Vernay, S.P.; Muller, S.; Mathews, A (1996). „Unconscious mood-congruent memory bias in depression”. Journal of Abnormal Psychology. 105 (1): 34—41. PMID 8666709. doi:10.1037/0021-843X.105.1.34.
44. ↑  Buchanan, Tony W. (2007). „Retrieval of emotional memories.”. Psychological Bulletin. 133 (5): 761—779. PMC 2265099 . PMID 17723029. doi:10.1037/0033-2909.133.5.761.
45. 1 2  Maswood, Raeya; Rasmussen, Anne S.; Rajaram, Suparna (2019). „Collaborative remembering of emotional autobiographical memories: Implications for emotion regulation and collective memory”. Journal of Experimental Psychology: General. 148 (1): 65—79. PMID 30211580. doi:10.1037/xge0000468 .
46. ↑  Xie, Weizhen; Zhang, Weiwei (2016). „Negative emotion boosts quality of visual working memory representation”. Emotion. 16 (5): 760—774. PMID 27078744. doi:10.1037/emo0000159.
47. ↑  Raes, Filip; Verstraeten, Katrien; Bijttebier, Patricia; Vasey, Michael W.; Dalgleish, Tim (2010). „Inhibitory Control Mediates the Relationship Between Depressed Mood and Overgeneral Memory Recall in Children”. Journal of Clinical Child & Adolescent Psychology. 39 (2): 276—281. PMID 20390819. S2CID 9402684. doi:10.1080/15374410903532684.
48. ↑  Laney, C.; Heuer, F.; Reisberg, D. (2003). „Thematically-induced arousal in naturally- occurring emotional memories”. Applied Cognitive Psychology. 17 (8): 995—1004. doi:10.1002/acp.951.
49. 1 2  Laney, C.; Campbell, H. V.; Heuer, F.; Reisberg, D. (2004). „Memory for thematically arousing events”. Memory & Cognition. 32 (7): 1149—1159. PMID 15813496. doi:10.3758/BF03196888 .
50. 1 2 3  Levine, Linda J.; Pizarro, David A. (2004). „Emotion and Memory Research: A Grumpy Overview”. Social Cognition. 22 (5): 530—554. S2CID 144482564. doi:10.1521/soco.22.5.530.50767.
51. ↑  Levine, L.J. (1997). „Reconstructing memory for emotions”. Journal of Experimental Psychology: General. 126 (2): 165—177. doi:10.1037/0096-3445.126.2.165.
52. ↑  Levine; Lench, Heather; Safer, Martin (2009). „Functions of Remembering and Misremembering Emotion”. Applied Cognitive Psychology. 23 (8): 1059—1075. doi:10.1002/acp.1610.
53. ↑  Seidner, Stanley S. (1991). Negative Affect Arousal Reactions from Mexican and Puerto Rican Respondents. Washington, D.C.: ERIC.
54. ↑  Richards, J. M.; Gross, J. J. (1999). „Composure at any cost? The cognitive consequences of emotion suppression”. Personality and Social Psychology Bulletin. 25 (8): 1033—1044. S2CID 143117353. doi:10.1177/01461672992511010.
55. ↑  Tiwari, G. K. (2013). „Emotional suppression and eyewitness memory”. Jigyasa. 6 (4): 196—203.
56. ↑  Richards, Jane M.; Gross, James J. (2006). „Personality and emotional memory: How regulating emotion impairs memory for emotional events”. Journal of Research in Personality. 40 (5): 631—651. doi:10.1016/j.jrp.2005.07.002.
57. ↑  Adelman, James S.; Estes, Zachary (2013). „Emotion and memory: A recognition advantage for positive and negative words independent of arousal”. Cognition. 129 (3): 530—535. PMID 24041838. S2CID 4665900. doi:10.1016/j.cognition.2013.08.014.
58. ↑  Abercrombie, Heather C.; Chambers, Andrea S.; Greischar, Lawrence; Monticelli, Roxanne M. (2008). „Orienting, emotion, and memory: Phasic and tonic variation in heart rate predicts memory for emotional pictures in men”. Neurobiology of Learning and Memory. 90 (4): 644—650. PMC 2601624 . PMID 18755284. doi:10.1016/j.nlm.2008.08.001.
59. ↑  Bonanno, G.A.; Papa, A.; O'Neill, K.; Westphal, M.; Coifman, K. (2004). „The importance of being flexible: The ability to enhance and suppress emotional expressions predicts long-term adjustment”. Psychological Science. 15 (7): 482—487. PMID 15200633. S2CID 15289041. doi:10.1111/j.0956-7976.2004.00705.x.
60. ↑  Richards, J. M.; Gross, J. J. (2000). „Emotion regulation and memory: The cognitive costs of keeping one's cool” (PDF). Journal of Personality and Social Psychology. 79 (3): 410—424. CiteSeerX 10.1.1.688.5302 . PMID 10981843. doi:10.1037/0022-3514.79.3.410. Архивирано из оригинала (PDF) 14. 09. 2006. г.
61. ↑  Richards, J.M.; Butler, E.A.; Gross, J.J. (2003). „Emotion regulation in romantic relationships: The cognitive consequences of concealing feelings” (PDF). Journal of Social and Personal Relationships. 20 (5): 599—620. S2CID 146743164. doi:10.1177/02654075030205002. Архивирано из оригинала (PDF) 10. 12. 2006. г.
62. ↑  Richards, JM (2004). „The Cognitive Consequences of Concealing Feelings” (PDF). Current Directions in Psychological Science. 13 (4): 131—134. S2CID 146595050. doi:10.1111/j.0963-7214.2004.00291.x. Архивирано из оригинала (PDF) 08. 12. 2006. г.
63. ↑  Hurlemann, R.;  . (2005). „Noradrenergic modulation of emotion-induced forgetting and remembering”. Journal of Neuroscience. 25 (27): 6343—6349. PMC 6725275 . PMID 16000624. doi:10.1523/JNEUROSCI.0228-05.2005.
64. ↑  Strange, B. A.; Hurlemann, R.; Dolan, R. J. (2003). „An emotion-induced retrograde amnesia in humans is amygdala- and beta-adrenergic-dependent”. Proceedings of the National Academy of Sciences of the United States of America. 100 (23): 13626—13631. Bibcode:2003PNAS..10013626S. PMC 263864 . PMID 14595032. doi:10.1073/pnas.1635116100 .
65. ↑  Hertel, Paula (2004). „Memory for Emotional and Nonemotional Events in Depression”.  Ур.: Reisberg, Daniel; Hertel, Paula. Memory and Emotion. New York: Oxford University Press. стр. 186–216. ISBN 9780195158564. S2CID 36707415. doi:10.1093/acprof:oso/9780195158564.003.0006.
66. ↑  Kazui, H. (2000). „Impact of emotion on memory: Controlled study of the influence of emotionally charged material on declarative memory in Alzheimer's disease”. The British Journal of Psychiatry. 177 (4): 343—7. PMID 11116776. doi:10.1192/bjp.177.4.343 .
67. ↑  Moayeri, Sharon E.; Cahill, Larry; Jin, Yi; Potkin, Steven G. (2000). „Relative sparing of emotionally influenced memory in Alzheimerʼs disease”. NeuroReport. 11 (4): 653—5. PMID 10757495. S2CID 36894321. doi:10.1097/00001756-200003200-00001.
68. ↑  Dequeker, Jan; Boller, François; El Massioui, Farid; Degreef, Hugo; Busschots, Anne-Marie; Devouche, Emmanuel; Traykov, Latchezar; Mallia, Carmel; Pomati, Simone; Starkstein, S. E. (2002). „Processing Emotional Information in Alzheimer's Disease: Effects on Memory Performance and Neurophysiological Correlates”. Dementia and Geriatric Cognitive Disorders. 14 (2): 104—12. PMID 12145458. S2CID 31468228. doi:10.1159/000064932.
69. ↑  Satler, C.; Garrido, L. M.; Sarmiento, E. P.; Leme, S.; Conde, C.; Tomaz, C. (2007). „Emotional arousal enhances declarative memory in patients with Alzheimer's disease”. Acta Neurologica Scandinavica. 116 (6): 355—60. PMID 17986092. S2CID 18207073. doi:10.1111/j.1600-0404.2007.00897.x .
70. ↑  Sundstrøm, Martin (2011). „Modeling recall memory for emotional objects in Alzheimer's disease”. Aging, Neuropsychology, and Cognition. 18 (4): 396—413. PMID 21728888. S2CID 3245332. doi:10.1080/13825585.2011.567324.
71. ↑  Mather, M. (2004). Aging and emotional memory. In D. Reisberg and P. Hertel, (Eds.) Memory and Emotion. NY: Oxford University Press, 272-307. „PDF” (PDF). Архивирано из оригинала (PDF) 22. 09. 2006. г.
72. ↑  Walker, M.P. (2010). Sleep, memory and emotion. Progress in Brain Research. 185. стр. 49—68. ISBN 9780444537027. PMID 21075233. doi:10.1016/B978-0-444-53702-7.00004-X.
73. ↑  Payne, JD; Chambers AM; Kensinger EA. (2012). „Sleep promotes lasting changes in selective memory for emotional scenes”. Frontiers in Integrative Neuroscience. 21 (6): 108. PMC 3503264 . PMID 23181013. doi:10.3389/fnint.2012.00108 .
74. ↑  Groch, S; Wilhelm I; Diekelmann S; Born J. (2013). „The role of REM sleep in the processing of emotional memories: evidence from behaviour and event-related potentials.”. Neurobiology of Learning and Memory. 99: 1—9. PMID 23123802. S2CID 16322097. doi:10.1016/j.nlm.2012.10.006.
75. ↑  Wilhelm, I; Diekelmann S; Molzow I; Ayoub A; Mölle M; Born J (2011). „Sleep selectively enhances memory expected to be of future relevance.”. Journal of Neuroscience. 31 (5): 1563—9. PMC 6623736 . PMID 21289163. doi:10.1523/JNEUROSCI.3575-10.2011.

- Drace, S (2013). „Evidence for the role of affect in mood congruent recall of autobiographic memories”. Motivation & Emotion. 37 (3): 623—628. S2CID 145403018. doi:10.1007/s11031-012-9322-5.
- Erk, S.; Kiefer, M.; Grothe, J.; Wunderlich, A. P.; Spitzer, M.; Walter, H. (2003). „Emotional context modulates subsequent memory effect”. NeuroImage. 18 (2): 439—447. PMID 12595197. S2CID 42526060. doi:10.1016/s1053-8119(02)00015-0.
- Lewis, P. A.; Critchley, H. D. (2003). „Mood-dependent memory”. Trends in Cognitive Sciences. 7 (10): 431—433. PMID 14550485. S2CID 5926387. doi:10.1016/j.tics.2003.08.005.
- Long, N. M.; Danoff, M. S.; Kahana, M. J. (2015). „Recall dynamics reveal the retrieval of emotional context”. Psychonomic Bulletin & Review. 22 (5): 1328—1333. PMC 4547905 . PMID 25604771. doi:10.3758/s13423-014-0791-2.
- Steinmetz, K. M.; Kensinger, E. A. (2013). „The emotion-induced memory trade-off: More than an effect of overt attention?”. Memory & Cognition. 41 (1): 69—81. PMID 22948959. doi:10.3758/s13421-012-0247-8 .